# CANT Z.501 Gabbiano
CANT Z.501 Gabbiano, italiensk flygbåt från andra världskriget.
Planet designades av Filippo Zappata och under provflygningarna visade planet på sin duglighet då man slog rekord i längdflygning för sjöflygplan (från Trieste till Massawa). Året därpå återtog Frankrike rekordet bara för att återigen förlora det till Italien då Mario Stoppani flög sin Z.501 4 957 km (från Trieste till Berbera). Produktionen för italienska flygvapnet startade 1936 och totalt tillverkades cirka 454 stycken (inräknat plan som gick på export). 
När Italien gick med i kriget visade det sig snart att Z.501:an inte hade det skydd som krävdes för att kunna flyga i samma luftrum som fientliga jaktplan så istället för spanings- och bombnings-uppdrag användes planet för sjöräddning och till att patrullera kuststräckor.